# Потуторів
Поту́торів — село в Україні, у Шумській міській громаді Кременецького району Тернопільської області. Розташоване на річці Кума  (права притока р. Вілії), на сході району. У селі 130 дворів. 
Населення — 445 осіб.

## Історія
Перша письмова згадка про Потуторів – 1440 рік, згодом згадане у 1513 році, коли село почало належати Боговитину. У 1853 році власником села був Станіслав Лащ.
Імовірно, що назва села походить від словосполучення «по ту сторону», бо колись село ділилося на дві частини. Відомо, що волиняни в період російської окупації у XVIII ст. перейменували село із чужої їм назви Потуторов на зрозумілу Полуторів (від Полутор); можливо, походить від прізвища Полутор.
Наприкінці ХІХ ст. у селі було 98 дворів, 661 житель. За переказами, у 1911 році в селі було 311 десятин великої земельної власності. У 1931 році Потуторів нараховував 857 жителів.
На 1936 рік село входило до ґміни Дедеркали Кременецького повіту. 
У селі діяли філії «Просвіти» та інших товариств.
Від початку липня 1941 року  до 2 березня 1944 року село було під нацистською окупацією. У жовтні 1944 року сталася велика пожежа, під час якої згоріла половина будівель села. У національно-визвольній боротьбі ОУН і УПА брали участь понад 40 осіб. За радянської влади репресовано 27 родин. Із мобілізованих на фронти ІІ Світової війни загинуло 32 чоловіки, 20 пропало безвісти.
У 1949 р. примусово організовано колгосп. Нині земельні паї селян орендують ФГ «Лотос», агрофірми «Мрія» та «Шумськ-Агро». 
12 червня 2020 року, відповідно до розпорядження Кабінету Міністрів України № 724-р «Про визначення адміністративних центрів та затвердження територій територіальних громад Тернопільської області» село увійшло до складу Шумської міської громади.
19 липня 2020 року, в результаті адміністративно-територіальної реформи та ліквідації Шумського району, село увійшло до складу Кременецького району.

## Населення

### Мова
Розподіл населення за рідною мовою за даними перепису 2001 року:
| Мова       | Кількість | Відсоток |
| ---------- | --------- | -------- |
| українська | 512       | 99.81%   |
| російська  | 1         | 0.19%    |
| Усього     | 513       | 100%     |

## Пам'ятки
У селі побудовані кам’яна церква Покрови Пресвятої Богородиці (1799 року), 3 муровані фігури.
Споруджено пам’ятник односельцям, полеглим у німецько-радянській війні (1968).

## Соціальна сфера
У селі працюють клуб,спортивний зал(GYM) фельдшерський пункт.
У селі народилися господарник, літератор Володимир Остап’юк (1949 р.н.); самодіяльний режисер, актор, заслужений працівник культури УРСР Василь Скрип’юк (1928-2005 рр.).

## Галерея

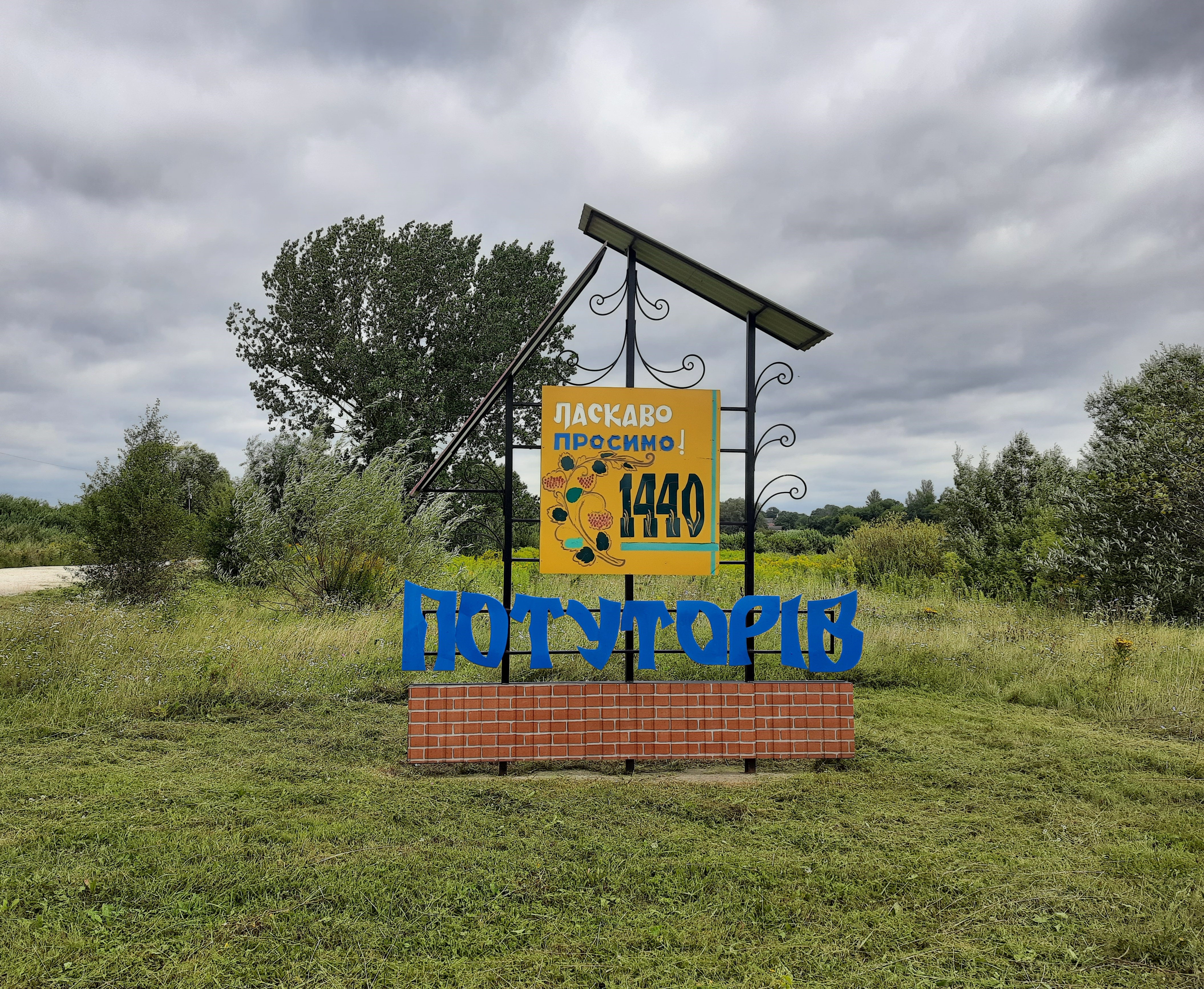
Знак при в'їзді в село
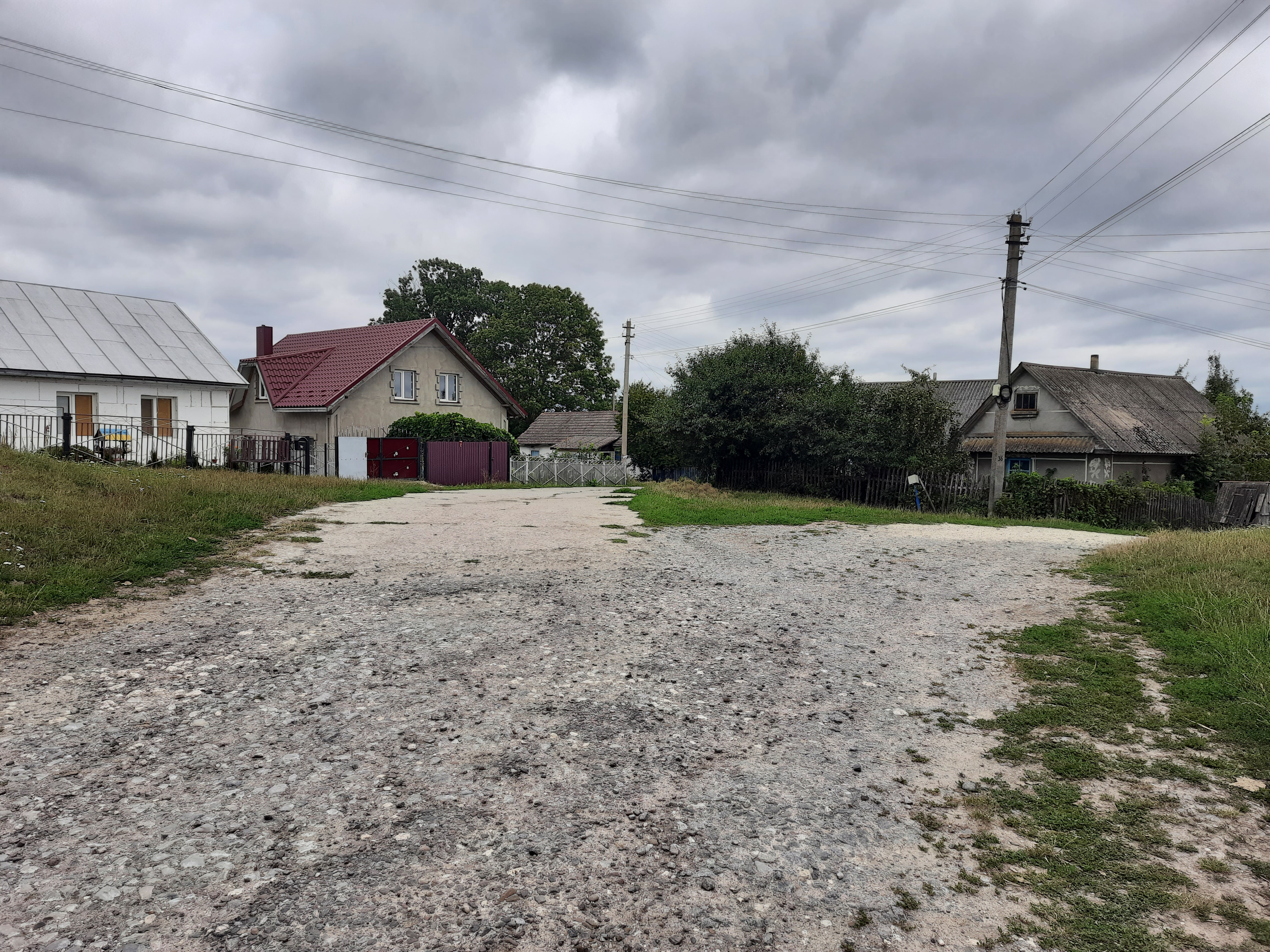
Сільська вулиця
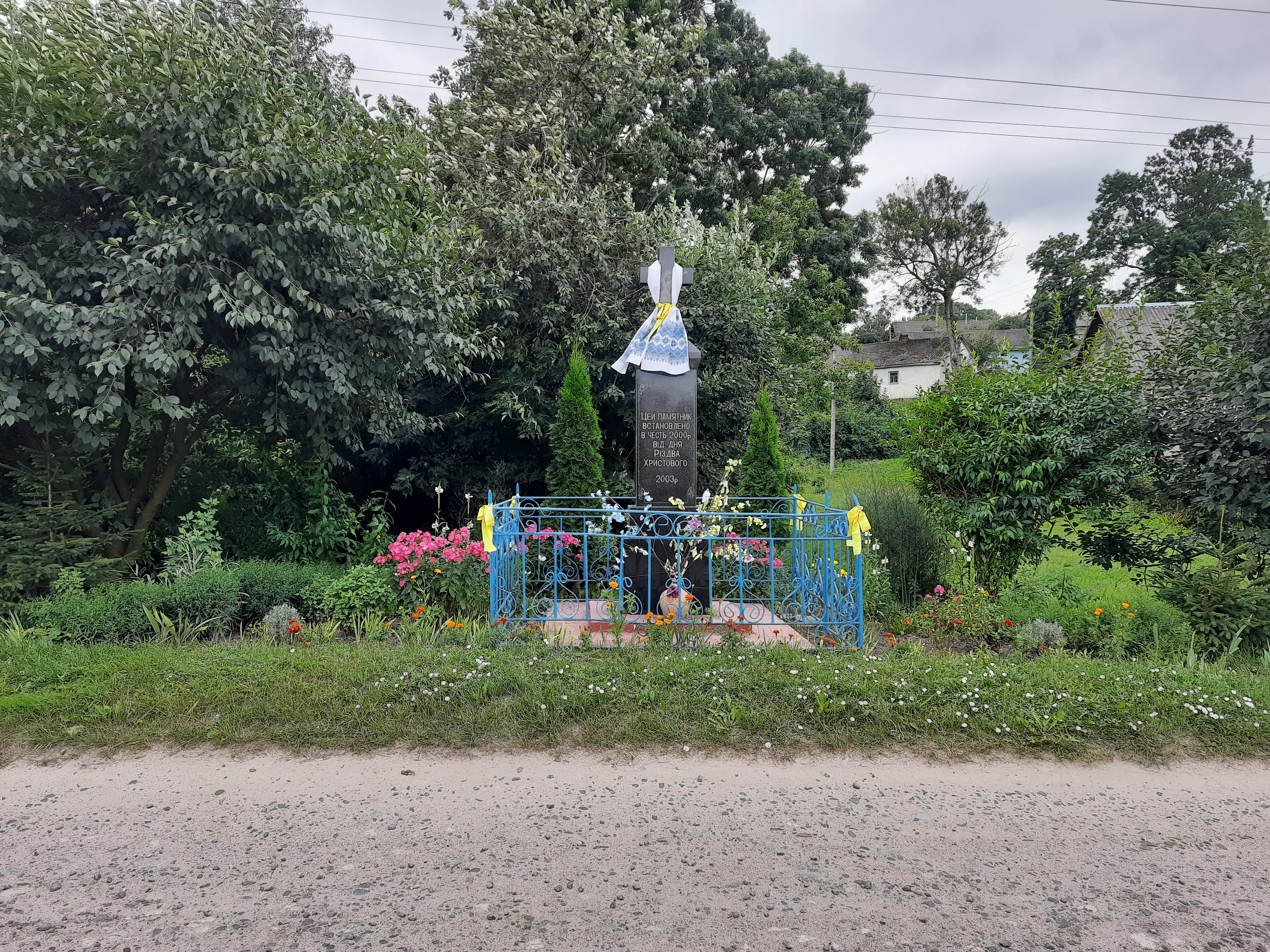
Пам'ятний хрест
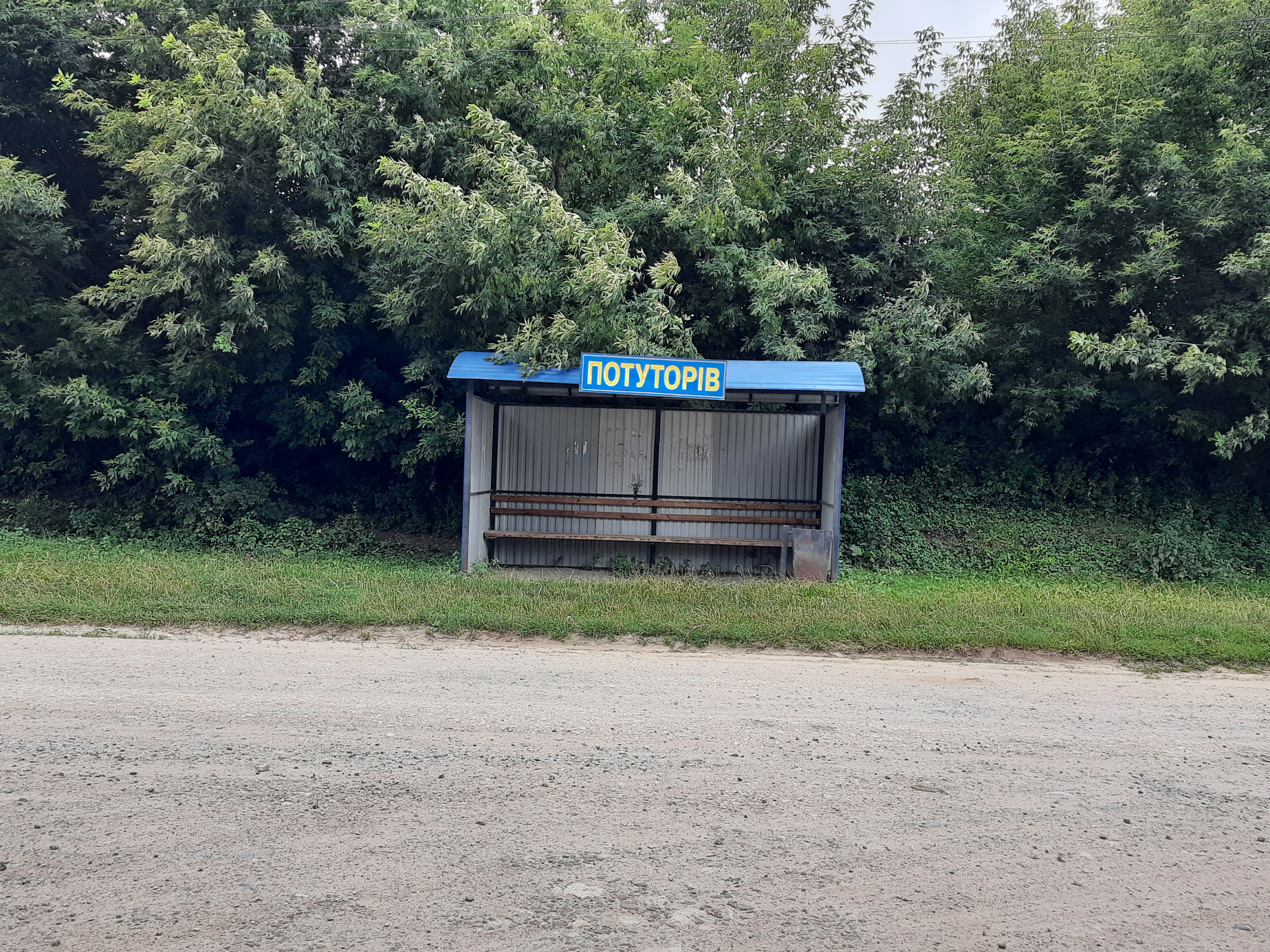
Автобусна зупинка
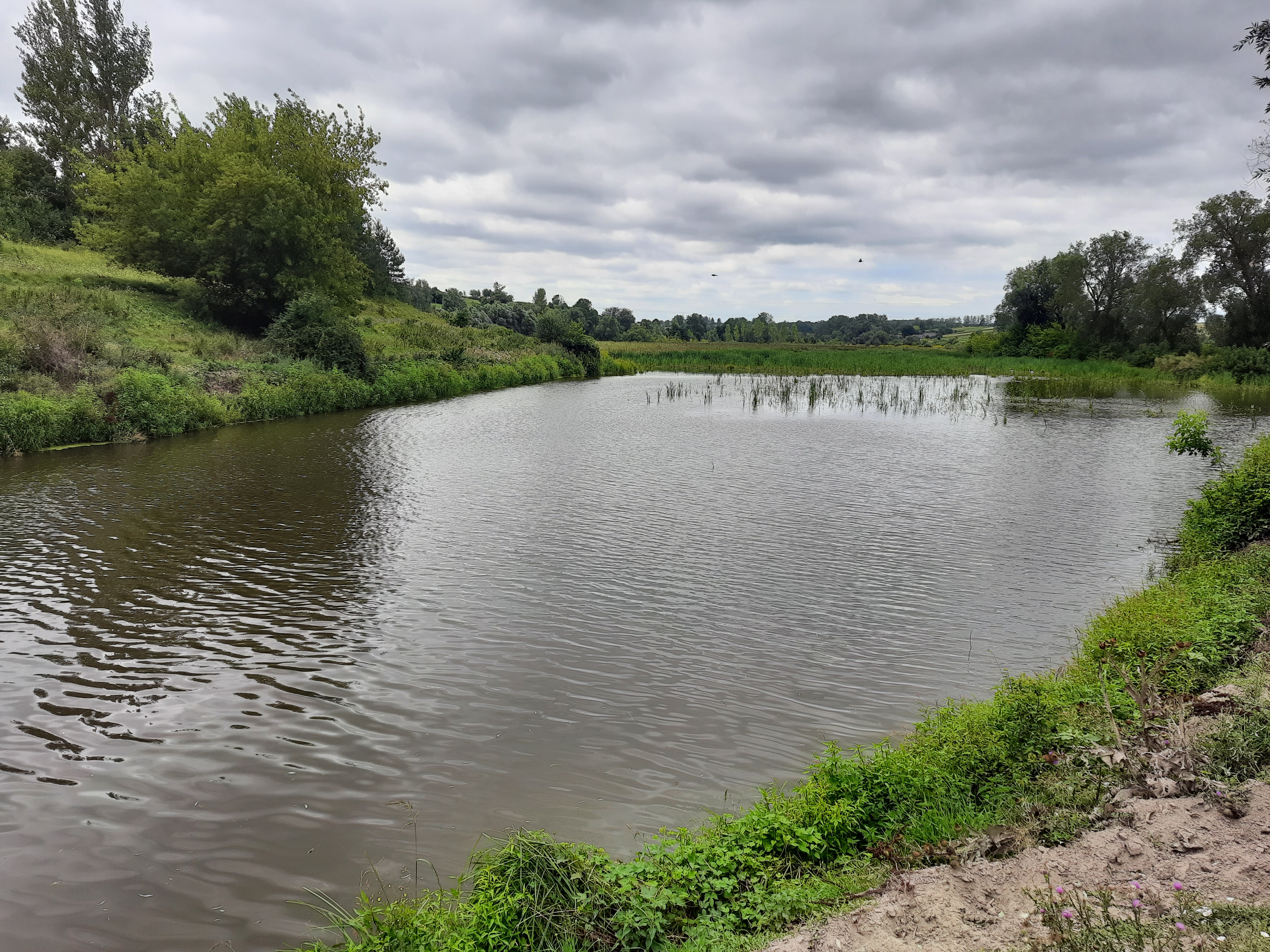
Став біля села